# Delias awongkor
Delias awongkor is een vlindersoort uit de familie van de Pieridae (witjes), onderfamilie Pierinae.
Delias awongkor werd in 1989 beschreven door van Mastrigt.